# のど飴
のど飴（のどあめ）とは、せき、たん、炎症などによるのどの声がれ、痛みや不快感を癒やすための飴。しかし、成分等は一概に同じものではなく食品に分類されるものや医薬に分類されるものがある。

## 食品に分類されるのど飴
食品に分類される「食品のど飴」はメントールやハーブなどを配合しているが医薬品のような効果が認められるものではない。しかし、食品であり一般には用法や用量の制約がないため、乾燥している場所での長期滞在の際などにのどをうるおす目的で使用するのに適している 。
種類によっては口臭も予防できる反面、砂糖不使用（シュガーレス）でないものを連続して口に含んでいると肥満（糖尿病）や軽度の虫歯の原因にもなる。

### のど飴（食品系）製造・販売メーカー
- 春日井製菓 - 「のどにスッキリ」「ツムラのおいしい和漢ぷらす たかめるのど飴」他
- カンロ - 「健康のど飴」「梅のど飴」他
- 扇雀飴本舗 - 「緑茶のど飴」他
- ノーベル製菓 - 「VC-3000のど飴」「はちみつきんかんのど飴」他
- 味覚糖 - 「味覚糖のど飴」「e-maのど飴」他
- 名糖産業 - 「ビタミンCのど飴」他
- ロッテ - 「ロッテのど飴」他

## 医薬に分類されるのど飴

### 日本
日本では食品のど飴以外に医薬品、医療機器等の品質、有効性及び安全性の確保等に関する法律の適用される医薬品（指定医薬品のど飴）や医薬部外品（指定医薬部外品のど飴）がある。日本で医薬品として販売されている商品は、南天のど飴（常盤薬品工業）と浅田飴（株式会社浅田飴）、ルルメディカルドロップ（第一三共ヘルスケア）、コフトせき止めドロップタイプ（日本臓器製薬）の4種類のみである（2015年11月時点）。医薬品、医薬部外品としての効能は、のどの炎症によるのどのあれ・のどの痛み・声がれ・のどのはれ・のどの不快感、たん等が挙げられている。

### イギリス
イギリスでは医薬品は、処方せん医薬品、薬局販売医薬品、自由販売医薬品に分類されており、のど飴には一般小売店で販売できる自由販売医薬品に指定されているものがある。